# Sälgedalsberget
Sälgedalsberget är ett naturreservat i Ragunda kommun i Jämtlands län.
Området är naturskyddat sedan 2017 och är 35 hektar stort. Reservatet omfattar en nordostsluttning på Sälgedalsberget och består av ett lövrikt, grandominerat barrskogsområde präglat av brand..